# Lena Nuding
Lena Nuding (Ludwigsburg, 18 februari 1993) is een voetbalspeelster uit Duitsland. Nuding speelt als keepster voor SC Freiburg.
In 2019 speelde Nuding met SC Freiburg de finale om de DFB-Pokal, het Duitse bekertoernooi.

## Statistieken
| Seizoen | Club         | Land      | Competitie | Wedstrijden | Doelpunten |
| ------- | ------------ | --------- | ---------- | ----------- | ---------- |
| 2009/10 | Sindelfingen | Duitsland | 2BW        | 5           | 0          |
| 2010/11 | Sindelfingen | Duitsland | 2BW        | 1           | 0          |
| 2011/12 | Köln         | Duitsland | 2BW        | 20          | 0          |
| 2012/13 | Köln         | Duitsland | 2BW        | 21          | 0          |
| 2013/14 | Köln         | Duitsland | 2BW        | 19          | 0          |
| 2014/15 | Köln         | Duitsland | 2BW        | 11          | 0          |
| 2015/16 | Köln         | Duitsland | FRB        | 9           | 0          |
| 2016/17 | MSV Duisburg | Duitsland | FRB        | 18          | 0          |
| 2017/18 | MSV Duisburg | Duitsland | FRB        | 21          | 0          |
| 2018/19 | Freiburg     | Duitsland | FRB        | 6           | 0          |
| 2019/20 | Freiburg     | Duitsland | FRB        | 1           | 0          |
| 2020/21 | Freiburg     | Duitsland | FRB        | 16          | 0          |
| Totaal  | Totaal       | Totaal    | Totaal     | 148         | 0          |

Laatste update: april 2021

## Interlands
Nuding doorliep alle nationale jeugdelftallen, Duitsland O15, O16, O17 en O19.